# ヴァン・シックレン・アベニュー駅 (IRTニューロッツ線)
ヴァン・シックレン・アベニュー駅 (Van Siclen Avenue) はニューヨーク市地下鉄IRTニューロッツ線の駅である。ブルックリン区イースト・ニューヨークのリヴォニア・アベニューとヴァン・シックレン・アベニューの交差点に位置し、2系統がラッシュ時混雑方向のみ、3系統が深夜を除く終日、4系統がラッシュ時混雑方向および深夜帯のみ、5系統が朝ラッシュ時に北行のみ停車する。

## 駅構造
| P ホーム階 | 相対式ホーム、右側扉が開く | 相対式ホーム、右側扉が開く |
| P ホーム階 | 北行線                     | ← 夕ラッシュ時：ウェイクフィールド-241丁目駅行き（ペンシルベニア・アベニュー駅） ← 深夜帯以外：ハーレム-148丁目駅行き（ペンシルベニア・アベニュー駅） ← 深夜・ラッシュ時：ウッドローン駅行き（ペンシルベニア・アベニュー駅） ← 朝ラッシュ時：ダイアー・アベニュー駅、ネレイド・アベニュー駅行き（ペンシルベニア・アベニュー駅） |
| P ホーム階 | 中央線                     | → 未敷設 |
| P ホーム階 | 南行線                     | → 朝ラッシュ時：ニューロッツ・アベニュー駅行き（終点）→ 深夜帯以外：ニューロッツ・アベニュー駅行き（終点）→ 深夜・ラッシュ時：ニューロッツ・アベニュー駅行き（終点）→ |
| P ホーム階 | 相対式ホーム、右側扉が開く | |
| M          | 改札階                     | 改札口、駅員詰所、メトロカード自動券売機 |
| G          | 地上階                     | 出入口 |

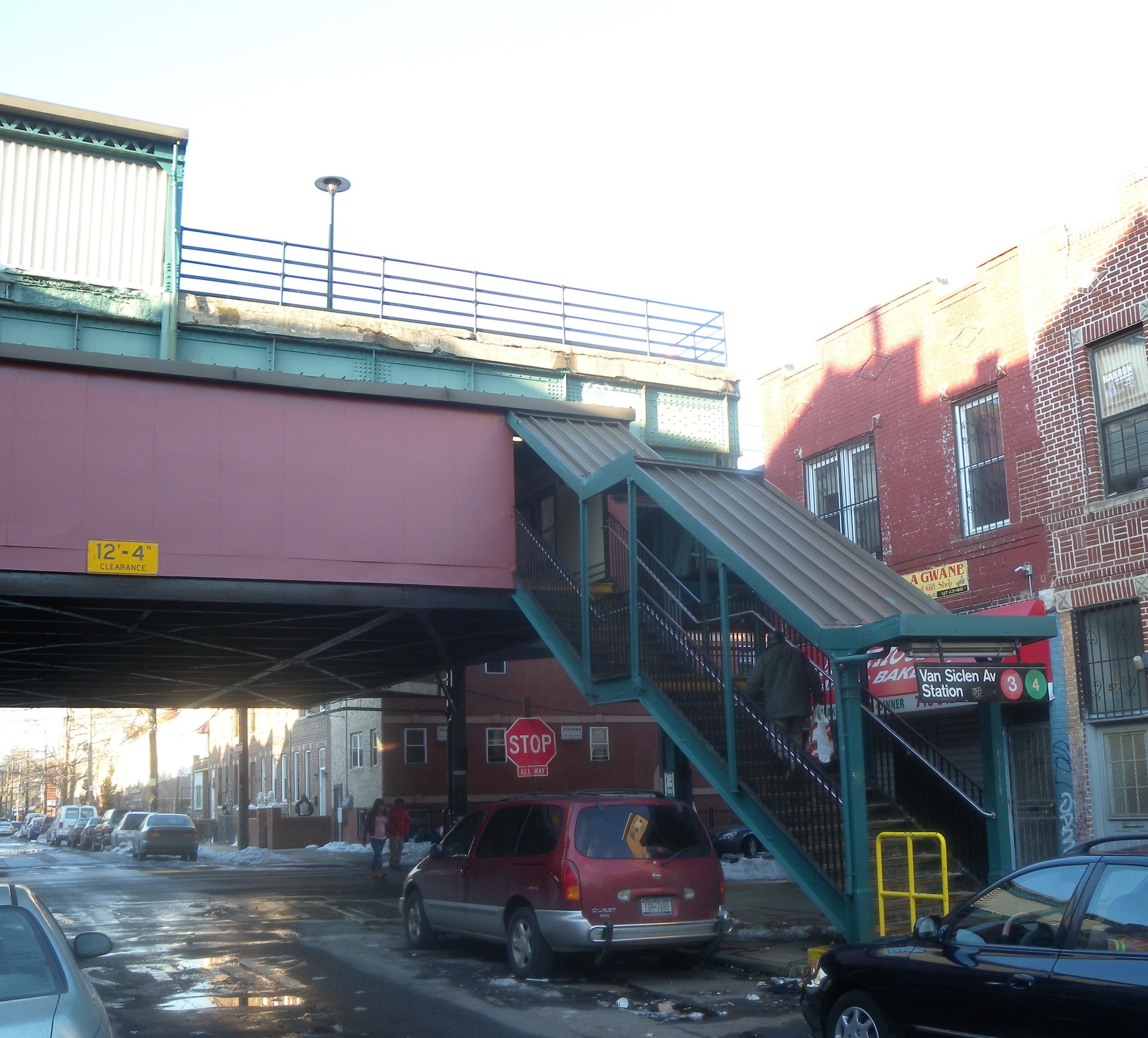
入口

駅は1922年10月16日のニューロッツ線ペンシルベニア・アベニュー駅 - ニューロッツ・アベニュー駅間の延伸開業と共に開業した相対式ホーム2面と線路2線を有した2面2線の高架駅で、南北線間には敷設されていない中央線の路盤がある。ホームは一般的なIRTの列車の編成長510フィート（155メートル）よりも長く、ホーム先端を除き緑の柱に支えられた茶色い屋根がある。
2015年4月20日から当駅は改装工事を開始し約1年後の2016年3月28日に工事が終了した。

### 出入口
当駅の改札口は駅東端に1箇所あり、各ホームからそれぞれ1つの階段が改札口に接続している。改札口には回転式改札機があり、リヴォニア・アベニューとヴァン・シックレン・アベニューの交差点北西・南西にそれぞれ1つずつ階段が接続している。